# Night and the Doctor
Night and the Doctor est une série de cinq mini-épisodes conçus pour le DVD. Ces mini-épisodes traitent de Doctor Who et ont été écrits par Steven Moffat. Ils ont été publiés en tant que bonus en novembre 2011 dans les coffrets DVD et Blu-ray de la Complete Sixth Series.
Quatre de ces épisodes traitent du même thème et prennent place dans la salle de la console du TARDIS. Le premier montre Amy discutant avec le Docteur pendant qu'il revient d'une fête avec River Song ayant engendré une crise diplomatique, le second est une discussion entre Amy et le Docteur où il explique que la mémoire peut contenir plusieurs souvenir à la fois (ce qui explique qu'Amy se souvienne du monde avec ou sans les fissures dimensionnelles.) Le troisième voit le Docteur emmenant River Song après sa première nuit en prison à Stormcage et lui donne le livre dans lequel elle note ses rencontres avec le Docteur. Le quatrième voit deux River se courant après dans le TARDIS sans se rencontrer.
Le cinquième épisode se situe avant les évènements de l'épisode « Tournée d'adieux », et voit Craig Owens et Sophie en train de discuter de leur bébé.